# 景仁里
景仁里為台灣台北市文山區轄下一里。

## 沿革
本里原屬深坑鄉，1950年改制為景美鎮景仁里，1968年劃併為台北市景美區景仁里，1990年行政區域調整時與景德里合併為文山區景仁里。

## 里界
- 東至：以羅斯福路六段與景華里、萬有里為界
- 西至：景美溪中線與新北市永和區遙遙相望
- 南至：溪口街與景慶里為鄰
- 北至：景福街與萬隆里相接